# Cricetomys ansorgei
Cricetomys ansorgei es una especie de roedor de la familia Nesomyidae.

## Distribución geográfica
Se encuentran por todo el sur de África, principalmente Zimbabue, Kenia, Tanzania, Zambia y la República Democrática del Congo.

## Sinónimos
- Cricetomys adventor Thomas and Wroughton, 1907
- Cricetomys cosensi Hinton, 1919
- Cricetomys cunctator Thomas and Wroughton, 1908
- Cricetomys elgonis Thomas, 1910
- Cricetomys enguvi Heller, 1912
- Cricetomys haagneri Roberts, 1926
- Cricetomys kenyensis Osgood, 1910
- Cricetomys luteus Dollman, 1911
- Cricetomys microtis Lönnberg, 1917
- Cricetomys osgoodi Heller, 1912
- Cricetomys raineyi Heller, 1912
- Cricetomys selindensis Roberts, 1946
- Cricetomys vaughanjonesi St. Leger, 1937
- Cricetomys viator Thomas, 1904